# Nymphon brevirostre
Nymphon brevirostre (лат.) — вид морских пауков из рода Nymphon семейства Nymphonidae.
Длина тела морских пауков составляет максимум 10 миллиметров, длина конечностей — до 25 миллиметров. Педипальпы и хелицеры чётко сформированы. Яйценосные ножки (яйценосцы) очень тонкие, образуются у обоих полов.
Вид обитает почти во всех европейских морях, где вблизи побережий встречаются полипы, колонии мшанок или водоросли. Этот вид питается в основном полипами, собирая их своими хелицерами.